# フェリックス・アンユーディーケー＝ユザマ
フェリックス・アンユーディーケー＝ユザマ（Felix Anudike-Uzomah, 2002年1月24日 - ）は、アメリカ合衆国ミズーリ州カンザスシティ出身のアメリカンフットボール選手。ポジションはディフェンシブエンド。

## 経歴

### カレッジ
カンザス州立大学では2年目の2021年シーズンから先発に定着した。
2022年シーズンは46タックル、8.5サックを記録し、オールビッグ12ファーストチーム、オールアメリカンファーストチームに選出された。シーズン終了後、2023年のNFLドラフトにアーリーエントリーした。

### カンザスシティ・チーフス
| 6 ft 3+1⁄8 in (191 cm) | 255 lb (116 kg) | 33+1⁄2 in (85 cm) | 9+5⁄8 in (24 cm) | 4.34 s | 6.94 s | 34.0 in (86 cm) | 10 ft 4 in (3.15 m) |
| Sources:               |                 |                   |                  |        |        |                 |                     |

ドラフト全体31位でカンザスシティ・チーフスから指名された。